# Pirania II: Latający mordercy
Pirania II: Latający mordercy (tytuł oryg. Piranha II: The Spawning) – pierwszy fabularny film Jamesa Camerona z roku 1981; horror będący kontynuacją obrazu Pirania z 1978. Pierwszą część reżyserował inny znany twórca amerykański, Joe Dante.
Fani projektu, jak i zwolennicy kiczowatych horrorów klasy „B” w ogóle, uznają Piranię II za dzieło kultowe ze względu na osobę twórcy.

## Obsada
- Tricia O’Neil – Anne Kimbrough
- Steve Marachuk – Tyler
- Lance Henriksen – Steve Kimbrough
- Ricky Paull Goldin – Chris Kimbrough

## Fabuła
Film opowiada historię piranii-mutantów, które uciekły z eksperymentalnego ośrodka badawczego należącego do wojska. Wrak statku, spoczywający na dnie niedaleko jednej z wysp na Karaibach, jest miejscem ataków piranii. Śledztwo, które w sprawie śmierci znajomego prowadzi Anne Kimbrough, odkrywa, że ten gatunek ryb może latać i jest niezwykle agresywny. Dyrektor hotelu na wyspie nie chce odwołać przyjęcia na plaży i zaczyna się masakra.

## Realizacja
Film powstawał przy niskim budżecie na Jamajce i na Kajmanach, począwszy od dnia 9 lutego do kwietnia 1981 roku. Z powodu ograniczeń finansowych dużą część ekipy realizacyjnej stanowili Włosi, nieporozumiewający się w języku angielskim. Udział tychże w produkcji był na tyle spory, że ostatecznie Pirania II powstała jako koprodukcja włosko-amerykańska.